# Автограф (галерея)
Галерея «Автограф» — неформальная  галерея современного искусства, основанная на собрании живописных, графических и скульптурных миниатюр. Основана галеристом Татьяной Набросовой — Брусиловской в декабре 1993 года.

## История создания
Идея создания галереи «Автограф» принадлежит Татьяне Набросовой — Брусиловской и художнику Герману Метелёву. Разместить галерею решено было в доме Татьяны Набросовой — Брусиловской и художника Миши Брусиловского, где постоянно собираются художники, а также представители других творческих профессий, благодаря чему дом Брусиловских имеет необходимую для такой галереи творческую атмосферу и насыщенность.

Размер произведений решено было ограничить тридцатью сантиметрами. Такой размер давал возможность собрать в одном доме большое количество произведений художников самых разных направлений, а также облегчал хранение и транспортировку экспонатов.
Заданный размер картин (до 30 см.), с одной стороны, сужает возможности художника, но с другой – концентрирует признаки творческой индивидуальности, вносит элемент игры и непринуждённости, что зачастую приводит к интересным результатам. Малый размер даёт уникальную возможность собрать большое количество работ самых разных художников самых разных направлений и представить их вместе. Столкновение различных творческих индивидуальностей на малом экспозиционном пространстве, в буквальном смысле на одной стенке, рождает особое напряжение, создавая в целом картину большого искусства.

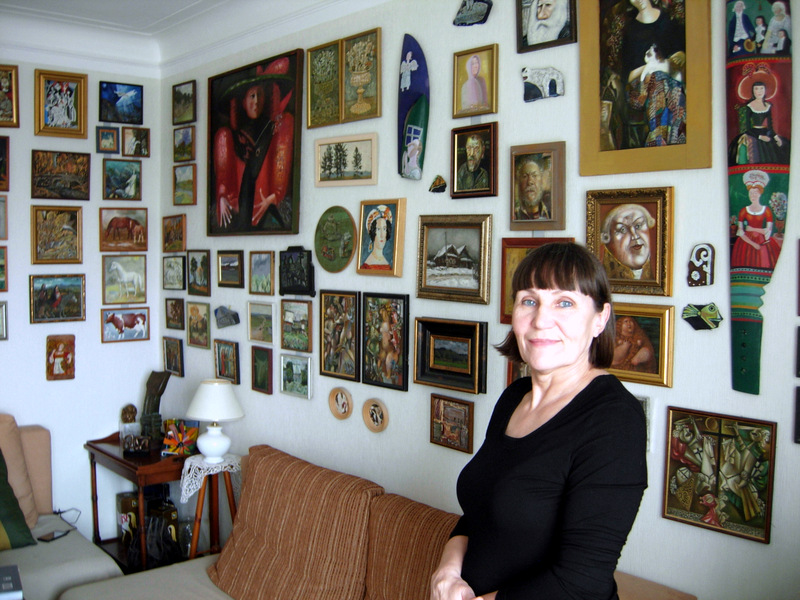
Татьяна Набросова — Брусиловская, 2014 год.

Изначально, галерею планировалось назвать «Саквояж», учитывая миниатюрный размер экспонатов, которые можно было уместить в саквояже, но после решено было дать название «Автограф».
Почему «Автограф»? Энциклопедический словарь даёт такие значения этого слова: «1. Собственноручная, обычно памятная запись. 2. Собственноручный авторский рукописный текст». И если я ограничиваю размер, даю художнику готовый холст, натянутый на подрамник, и прошу написать картину на память, то, наверное вполне допустимо назвать её тоже авторафом художественным.

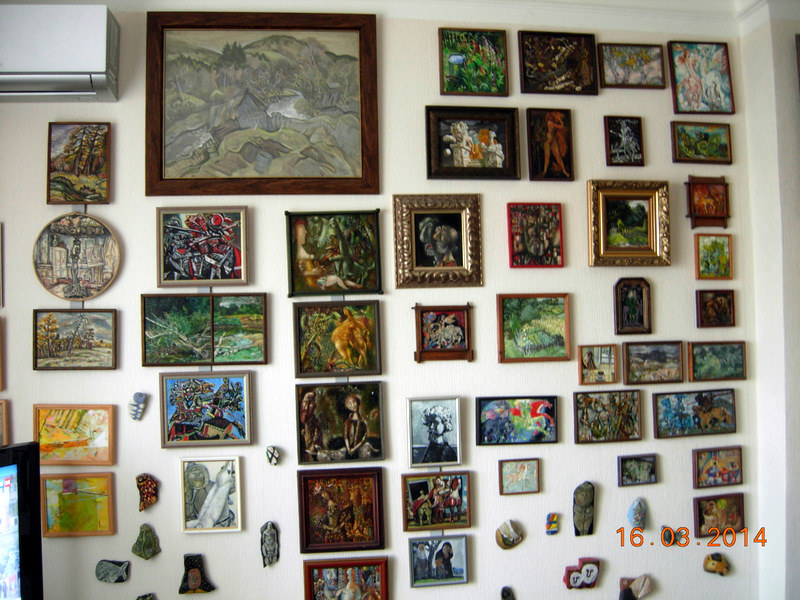
Галерея «Автограф»

Декабрьским вечером, 1993 года художник Герман Метелёв приехал в дом Брусиловских и привёз с собой три миниатюрные картины, размером 13 х 27 сантиметров и полтора десятка натянутых на подрамники холстов такого же размера. Миша Брусиловский взял один из холстов и начал писать маленькую картину. Следующей предоставила свою работу художница Светлана Тарасова. Екатеринбургские художники, узнав о том, что Татьяна Набросова — Брусиловская собирает миниатюры для галереи, стали сами предлагать ей свои работы. Таким образом галерея «Автограф» уже по состоянию на 2000 год состояла из 450 живописных работ и более 200 листов графики — офорты, литографии и ксилографии, большинство которых каждый художник создавал специально для этого проекта.

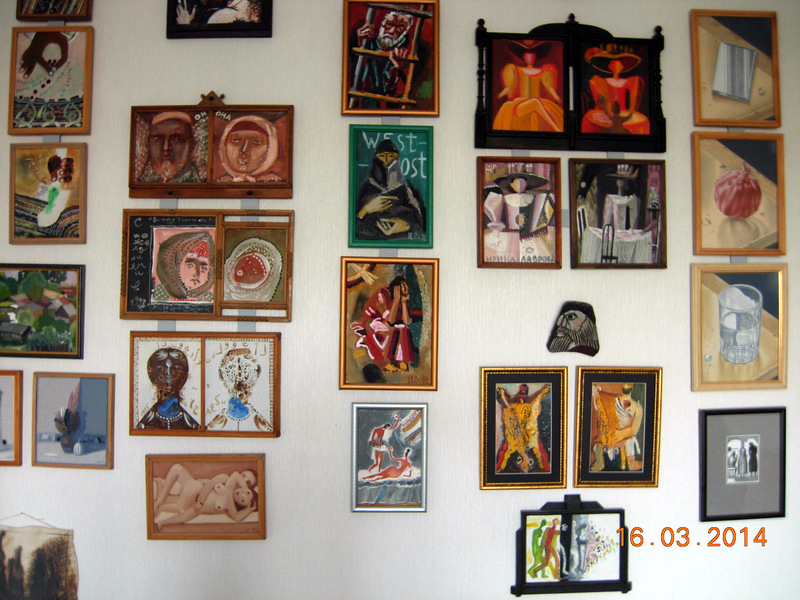
Галерея «Автограф»

Коллекцию галереи «Автограф», составляют произведения, созданные художниками разных поколений и различных художественных пристрастий. Среди авторов как художники имеющие широкую известность, так и только начинающие художники Екатеринбурга, Челябинска, Уфы, Москвы, Санкт-Петербурга, а также живописцы и графики из Германии, Израиля, Китая и Чехии. Все они являются друзьями художнической четы Миши Брусиловского и Татьяны Набросовой — Брусиловской.
В 2004 году, благотворительным фондом отечественных традиций «Наша семья», при участии редакции журнала «Наше наследие» и канадского фонда Гендерного равенства, в рамках проекта «Поддержка женского творчества в области изобразительного искусства», состоялась выставка галереи «Автограф», на которой были представлены 170 произведений малоформатной живописи более 100 авторов урало-сибирского региона, а также Москвы и Санкт-Петербурга.
22 февраля 2008 года в Ирбитском  ГМИИ открылась выставка «Герман Метелёв. Живопись и графика, из собрания музея и частных коллекций», посвященная 70-летию со дня рождения художника. От галереи «Автограф» были представлены двадцать восемь малоформатных живописных работ Германа Метелёва.
В галерее «Автограф» периодически устраиваются собрания художников, а также конкурсы на лучшую картину года.

## Художники
Александр Алексеев — Свинкин, Андрей Антонов, Василий Анциферов, Любовь Анциферова, Ренат Базетов,  Миша Брусиловский,  Виталий Волович, Алексей Казанцев, Анатолий Калашников, Борис Клочков, Александр Кудрявцев, Зайнулла Лафтуллин, Эрика Ламанн (Германия), Герман Метелёв, Геннадий Мосин, Ольга Орешко, Игорь Пчельников, Виктор Реутов, Александр Рюмин, Венеамин Степанов, Светлана Тарасова, Юрий Филоненко, Рамиль Хабибуллин, Чен-Дзунь-Сан (Китай), Сергей Черкашин, Владимир Чурсин и другие.

## Выставки
- 2004 — В редакции журнала «Наше наследие» при участии канададского фонда Гендерного равенства в рамках проекта «Поддержка женского творчества в области изобразительного искусства».[1]
- 2008 — Ирбитский  ГМИИ. Выставка «Герман Метелев. Живопись и графика, из собрания музея и частных коллекций», посвященная 70-летию со дня рождения художника.[6]
- 2017 — Екатеринбургский музей изобразительных искусств. Выставка «Автограф»: дружеские признания художников.[7]
- 2018 — Галерея «Антонов». Выставка «Автограф Брусиловского».[8]

## Буклеты и каталоги к выставкам
- Галерея «Автограф»: Живопись, графика из коллекции Т. Ф. Набросовой-Брусиловской / Сост. каталога Т. Ф. Набросова-Брусиловская. Авторы вступительных статей В. М. Волович и Г. С. Метелёв. Изд. Е. В. Ройзман. Екатеринбург: Изд-во Уральского университета, 2000. 166 с., ил. (С переводом на англ. яз.)